# Nikolai Alexandrowitsch Kusnezow (Ruderer)
Nikolai Alexandrowitsch Kusnezow  (russisch Николай Александрович Кузнецов; * 1. Juli 1953 in Moskau) ist ein ehemaliger sowjetischer Ruderer.

## Biografie
Nikolai Kusnezow gewann bei den Ruder-Weltmeisterschaften 1974 und 1975 jeweils die Silbermedaille im Vierer ohne Steuermann. Bei den Olympischen Sommerspielen 1976 in Montreal gewann er im Vierer ohne Steuermann die Bronzemedaille.